# Wilczewo (Mikołajki Pomorskie)
Wilczewo (deutsch Wilczewo, früher Wilczewo oder Wilschewo) ist eine Ortschaft in der Landgemeinde (Gmina) Mikołajki Pomorskie (Niklaskirchen) im Powiat Sztumski (Stuhmer Kreis) der polnischen Woiwodschaft Pommern.

## Geographische Lage
Die Ortschaft Dorf liegt im ehemaligen Westpreußen, etwa 13 Kilometer südsüdöstlich von Stuhm (Sztum), 19 Kilometer südwestlich von Christburg (Dzierzgoń) und vier Kilometer südwestlich von Niklaskirchen (Mikołajki Pomorskie).

## Geschichte

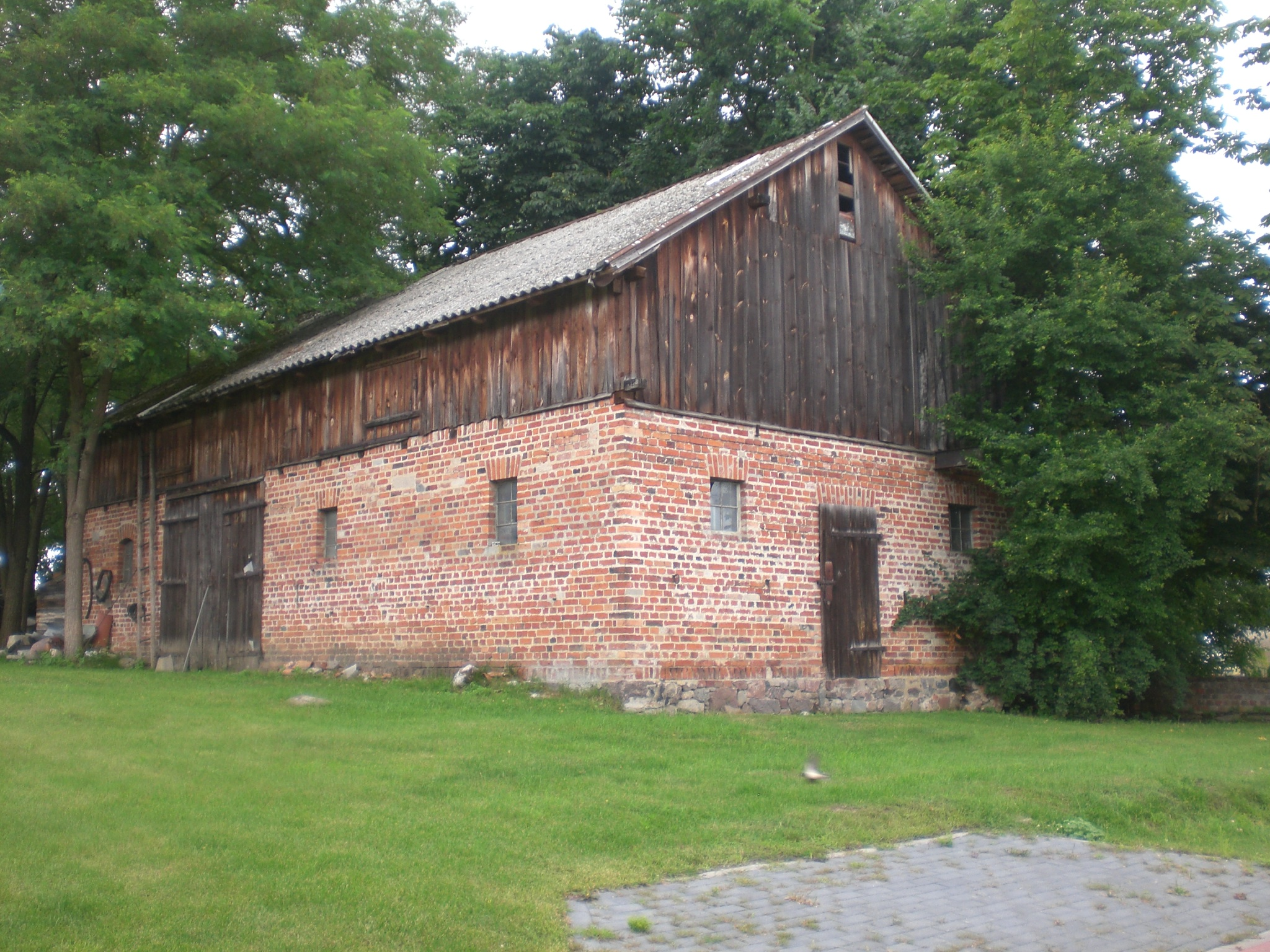
Scheune eines landwirtschaftlichen Betriebs im Dorf (Juli 2022)

Ältere Ortsbezeichnungen sind Wilczhin (1406), Wilczen (1507), Wilsch (1527), Wilsthen (1543), Wilken (1551), Wilcz (1554), Wylczewo (1592), Wylcze sowie Wylczaw (1593) und Wilczewo sowie Willschewen (1773). Im Jahr 1406 besaß Wilczewo der Preuße Namir; 1507 verkaufte es Carle Wittichwald (Witchenwalde) an die Junker Hans und Mathis von der Masau. 1772 besaß Wilczewo bis auf zwei Hufen, die Eigentum der Victorina Wilczewska waren, ein Rostrzembowski, jedoch war es an den Domherrn Kleszczyński in Culmsee verpfändet.
Besitzer des Ritterguts Wilczewo um 1896 war Albert Kauffmann.
Der Gutsbezirk Wilczewo, der am 1. April 1927 eine Fläche von 467 Hektar hatte, wurde am 30. September 1928 in die Landgemeinde Portschweiten eingegliedert.
Im Jahr 1945 war Wilczewo ein Wohnplatz in der Landgemeinde Portschweiten im Landkreis Stuhm, Regierungsbezirk Marienwerder, im Reichsgau Danzig-Westpreußen des Deutschen Reichs. Portschweiten war dem Amtsbezirk Carpangen zugeordnet.
Im Januar 1945 wurde Portschweiten von der Roten Armee besetzt. Nach Beendigung der Kampfhandlungen wurde die Region seitens der sowjetischen Besatzungsmacht zusammen mit ganz Hinterpommern und der südlichen Hälfte Ostpreußens – militärische Sperrgebiete ausgenommen – der Volksrepublik Polen zur Verwaltung überlassen. Es wanderten nun Polen zu. Portschweiten wurde unter der polnischen Ortsbezeichnung „Pierzchowice“ verwaltet. Die einheimische Bevölkerung wurde von der polnischen Administration mit wenigen Ausnahmen aus Portschweiten vertrieben.

### Demographie
| Jahr | Einwohner | Anmerkungen                                                                                               |
| ---- | --------- | --- |
| 1783 | –         | adliges Dorf, neun Feuerstellen (Haushaltungen), in Westpreußen                                           |
| 1818 | 87        | Amt Stuhm                                                                                                 |
| 1852 | 96        | Gut |
| 1864 | 122       | Rittergut, sämtlich Katholiken                                                                            |
| 1885 | 113       | am 1. Dezember, davon 42 Evangelische und 71 Katholiken                                                   |
| 1910 | 117       | Gut, am 1. Dezember, darunter 30 Evangelische und 87 Katholiken; 70 Personen mit polnischer Muttersprache |
| 1925 | 150       | Gutsbezirk, am 16. Juni                                                                                   |

## Kirche
Die Protestanten der hier bis 1945 anwesenden Dorfbevölkerung gehörten zur evangelischen Pfarrei von Groß Rohdau und Dakau. Die Protestanten in den beiden Gutsbezirken Wilczewo und Klein Baumgarth waren am 22. Januar 1822 per Dekret gastweise in das evangelische Kirchspiel des Dorfs Dakau im benachbarten Kreis Rosenberg in Westpreußen eingepfarrt worden.